# Turn-Weltmeisterschaften 1950
Die 12. Turn-Weltmeisterschaften fanden vom 14.–16. Juli 1950 in Basel statt. Nach 12-jähriger Pause waren es die ersten Weltmeisterschaften nach dem Zweiten Weltkrieg.
Bei den Herren gewann im Mehrkampf der Schweizer Walter Lehmann vor seinem Landsmann Marcel Adatte und dem Finnen Olavi Rove. Als erfolgreichste Mannschaft trat ebenfalls die Schweiz hervor.
Bei den Damen errang die Polin Helena Rakoczy den Weltmeistertitel, die beste Mannschaft war Schweden.

## Teilnehmer
- Ägypten
- Belgien
- Dänemark
- Finnland
- Frankreich
- Italien
- Jugoslawien
- Luxemburg
- Niederlande
- Österreich
- Polen
- Schweden
- Schweiz
- Vereinigtes Königreich

## Ergebnisse

### Männer

#### Mehrkampf
| Rang | Athlet         | Punkte |
| ---- | -------------- | ------ |
| 1.   | Walter Lehmann | 143.30 |
| 2.   | Marcel Adatte  | 141.00 |
| 3.   | Olavi Rove     | 140.80 |
| 4.   | Guido Figone   | 139.95 |
| 5.   | Josef Stoffel  | 139.50 |
| 6.   | Josef Stalder  | 139.40 |
| 7.   | Kalevi Viskari | 139.35 |
| 8.   | Raymond Dot    | 138.85 |

#### Mannschaft
| Rang | Team        | Punkte |
| ---- | ----------- | ------ |
| 1.   | Schweiz     | 852.25 |
| 2.   | Finnland    | 838.50 |
| 3.   | Frankreich  | 807.85 |
| 4.   | Italien     | 728.90 |
| 5.   | Jugoslawien | 664.90 |
| 6.   | Ägypten     | 623.80 |

#### Boden
| Rang | Athlet            | Punkte |
| ---- | ----------------- | ------ |
| 1.   | Ernst Gebendinger | 19.250 |
| 1.   | Josef Stalder     | 19.250 |
| 3.   | Raymond Dot       | 19.200 |
| 4.   | E. Wister         | 19.150 |

#### Reck
| Rang | Athlet          | Punkte |
| ---- | --------------- | ------ |
| 1.   | Paavo Aaltonen  | 19.450 |
| 2.   | Veikko Huhtanen | 19.400 |
| 3.   | Walther Lehmann | 19.350 |
| 3.   | Josef Stalder   | 19.350 |

#### Barren
| Rang | Athlet          | Punkte |
| ---- | --------------- | ------ |
| 1.   | Hans Eugster    | 19.850 |
| 2.   | Olavi Rove      | 19.450 |
| 3.   | Raymond Dot     | 19.350 |
| 4.   | Walther Lehmann | 19.300 |

#### Pauschenpferd
| Rang | Athlet            | Punkte |
| ---- | ----------------- | ------ |
| 1.   | Josef Stalder     | 19.700 |
| 2.   | Marcel Adatte     | 19.350 |
| 3.   | Walther Lehmann   | 19.050 |
| 4.   | Melchior Thalmann | 18.900 |

#### Ringe
| Rang | Athlet          | Punkte |
| ---- | --------------- | ------ |
| 1.   | Walther Lehmann | 19.700 |
| 2.   | Olavi Rove      | 19.300 |
| 3.   | Hans Eugster    | 19.200 |

#### Sprung
| Rang | Athlet            | Punkte |
| ---- | ----------------- | ------ |
| 1.   | Ernst Gebendinger | 19.700 |
| 2.   | Olavi Rove        | 19.350 |
| 3.   | Walther Lehmann   | 19.050 |
| 4.   | Josef Stalder     | 19.200 |
| 4.   | Melchior Thalmann | 19.200 |
| 4.   | Jean Tschabold    | 19.200 |

### Frauen

#### Mehrkampf
| Rang | Athletin          | Punkte |
| ---- | ----------------- | ------ |
| 1.   | Helena Rakoczy    | 94.016 |
| 2.   | Anna Petterson    | 91.700 |
| 3.   | Gertrude Kolar    | 91.000 |
| 4.   | Evy Berggren      | 90.633 |
| 5.   | Alexandra Lemoine | 90.516 |
| 6.   | Ginette Durand    | 90.466 |
| 7.   | Laura Micheli     | 90.100 |
| 8.   | Ingrid Sandahl    | 89.933 |

#### Mannschaft
| Rang | Team        | Turnerinnen | Punkte  |
| ---- | ----------- | --- | ------- |
| 1.   | Schweden    | Evy Berggren Vanja Blomberg Karin Lindberg Gunnel Ljungström Hjördis Nordin Ann-Sofi Pettersson Göta Pettersson Ingrid Sandahl         | 607.500 |
| 2.   | Frankreich  | Ginette Durand Colette Hué Madeleine Jouffroy Alexandra Lemoine Liliane Montagne Christine Palau Irène Pittelioen Jeanette Vogelbacher | 598.766 |
| 3.   | Italien     | Renata Bianchi Licia Macchini Laura Micheli Anna Monlarini Marja Nutti Elena Santoni Liliana Scaricabarozzi Lilia Torriani             | 594.250 |
| 4.   | Jugoslawien | | 589.333 |
| 5.   | Polen       | | 587.333 |
| 6.   | Österreich  | | 585.783 |
| 7.   | Belgien     | | 509.866 |

#### Balken
| Rang | Athletin       | Punkte |
| ---- | -------------- | ------ |
| 1.   | Helena Rakoczy | 23.433 |
| 2.   | Wanda Nutti    | 23.333 |
| 3.   | Licia Macchini | 23.200 |

#### Boden
| Rang | Athletin        | Punkte |
| ---- | --------------- | ------ |
| 1.   | Helena Rakoczy  | 23.166 |
| 2.   | Tereza Kočiš    | 23.033 |
| 3.   | Stefania Reindl | 23.000 |

#### Stufenbarren / Schaukelringe
| Rang | Athletin          | Punkte |
| ---- | ----------------- | ------ |
| 1.   | Gertrude Kolar    | 24.000 |
| 1.   | Anna Petterson    | 24.000 |
| 3.   | Helena Rakoczy    | 23.850 |
| ...  |                   |        |
| 5.   | Edeltraud Schramm | 23.550 |
| 6.   | Traudl Ruckser    | 23.500 |

#### Sprung
| Rang | Athletin          | Punkte |
| ---- | ----------------- | ------ |
| 1.   | Helena Rakoczy    | 23.566 |
| 2.   | Gertrude Kolar    | 23.466 |
| 3.   | Alexandra Lemoine | 23.400 |

## Medaillenspiegel
| Rang | Land        |   |   |   | total |
| ---- | ----------- | - | - | - | ----- |
| 1    | Schweiz     | 8 | 2 | 5 | 15    |
| 2    | Polen       | 4 | - | 2 | 6     |
| 3    | Schweden    | 2 | 1 | - | 3     |
| 4    | Finnland    | 1 | 5 | 1 | 6     |
| 5    | Österreich  | 1 | 1 | 1 | 3     |
| 6    | Frankreich  | - | 1 | 4 | 5     |
| 7    | Italien     | - | 1 | 2 | 3     |
| 8    | Jugoslawien | - | 1 | - | 1     |